# 共和国英雄 (朝鲜)
共和国英雄（朝鲜语：／）是朝鲜民主主义人民共和国的最高荣誉称号，于1950年6月30日由最高人民会议常任委员会决定设立。授予的勋章形状为一颗圆环围绕金色五角星整体镶铸于十角形之中，通径36毫米，通体为纯金质；受勋者亦会同时获颁一级国旗勋章。

## 获得者

### 朝鲜最高领导人
朝鲜建国领导人金日成曾于1953年、1972年、1982年三度获得共和国英雄称号。金日成长子、第二代领导人金正日则先后于1975年、1982年两获共和国英雄称号，并于2011年去世后再度被追授该称号。他们二人也是仅有的两位共和国三重英雄。

### 朝鲜战争
朝鲜战争中朝鮮人民軍：533次
中国人民志愿军共有12人荣获“朝鲜民主主义人民共和国英雄”称号：
- 彭德怀
- 杨根思追授
- 黄继光追授
- 伍先华追授
- 许家朋追授
- 孙占元追授
- 邱少云追授
- 李家发追授
- 杨连第追授
- 杨春增追授
- 杨育才
- 胡修道
- 毛岸英追授